# Synchortus imbricatus
Synchortus imbricatus – gatunek wodnego chrząszcza z rodziny Noteridae i podrodziny Noterinae.

## Taksonomia
Gatunek został opisany w 1853 roku przez Johanna Christopha Friedricha Kluga jako Noterus imbricatus. W 1882 roku David Sharp przeniósł go do rodzaju Synchortus. W 1936 roku Félix Guignot opisał na podstawie okazu samca z Ugandy gatunek Synchortus aequatorius, który w 1972 roku zsynonimizował z S. imbricatus Omer-Cooper. W 2000 roku Zalat i inni zsynonimizowali z nim także Synchortus simplex var. echinatus opisany w 1895 przez Maurice Régimbarta.

## Występowanie
Gatunek afrykański. Wykazany został dotąd z Egiptu, Konga, Gwinei Równikowej, Etiopii, Malawi, Mali, Mozambiku, Nigerii, Sierra Leone, RPA, Sudanie, Ugandzie i Zairze